# Feng-čcheng (Ťiang-si)
Feng-čcheng (čínsky pchin-jinem Fēngchéng, znaky zjednodušené 丰城, tradiční 豐城) je městský okres ležící na východě městské prefektury I-čchun v centrální části provincie Ťiang-si Čínské lidové republiky. Okres leží na východním (pravém) břehu řeky Kan, asi 55 km na jih od ťiangsiské metropole Nan-čchangu. Rozloha okresu je 2845 km², roku 2010 měl 1 375 000 obyvatel.

## Historie
Okres Feng-čcheng byl založen roku 210, tehdy se jmenoval Ťien-i (剑邑).